# Цербоний
Святой Цербоний (Святой Кербоний, Цербоний из Пьомбино; 493, Северная Африка — 575, Эльба, Тоскана) — христианский святой, епископ Популонский (Тоскана, Италия), прибывший по преданию туда из Африки вместе со свв. Феликсом и Регулом. Упоминается в «Собеседованиях о жизни италийских отцов и о бессмертии души» Григория Двоеслова.
Святой, по данным источников, совершал исцеления и чудеса в период нашествий варваров на Римскую империю. Его мощи хранятся в знаменитом Соборе города Масса-Мариттима в Тоскане.
Согласно преданию, когда Тотила разыскивал римских воинов и христиан, святой епископ Популонский спрятал их, за что навлек на себя гнев предводителя варваров, приговорившего святого к смерти. Он послал св. Цербония на так называемое Дроздово поле (Campo del Merlo), где свирепый медведь должен был его растерзать в присутствии самого государя. Зрелище, казалось, сулило большие эмоции, но Тотила не предвидел того факта, который ошеломил его: когда медведь предстал перед епископом, он на мгновение почти окаменел в агрессивном порыве, с поднятыми передними лапами и широко раскрытой пастью. Затем зверь не спеша опустился, закрыл пасть и принялся с неожиданной кротостью лизать ноги святого. Тотила освободил св. Цербония. Но после готтов Тотилы пришли лангобарды, чтобы изгнать епископа Популонии, который укрылся на острове Эльба.
Старый и близкий к смерти святой епископ попросил похоронить его в Популонии, все ещё остававшейся в руках лангобардов, посоветовав своим последователям немедленно вернуться в море после погребения.
Вместе со святым, скончавшимся 10 октября 575 года, его последователи пересекли пролив Пьомбино, не будучи чудесным образом замечены врагами из-за облаков и туманов. В Поджио на острове Эльба до сих пор живо предание, рассказывающее о впечатляющем юго-западном ветре (libecciata), благодаря которому путь судна, перевозившего гроб со святым, он затих, был тихим и ровным от пристани Поджио до Баратти.
Имеется также другой святой с именем Цербоний, который почитается в Вероне (Италия).